# Hedysarum farinosum
Hedysarum farinosum là một loài thực vật có hoa trong họ Đậu. Loài này được Parsa miêu tả khoa học đầu tiên.